# Curtis Harding
Curtis Harding (né le 11 juin 1979 à Saginaw, dans le Michigan) est un musicien américain de soul.

## Biographie
Curtis Harding naît le 11 juin 1979 à Saginaw, dans le Michigan. Son père est mécanicien et sa mère, Dorothy, est chanteuse de gospel,. Lui et ses cinq frères et sœurs sont élevés comme des Mennonites. Ils déménagent en Alabama lorsqu'il a trois ans, puis en Arizona, en Californie, au Texas et dans d'autres régions des États-Unis. Sa famille n'a pas de résidence permanente jusqu'à ce qu'elle s'installe à Atlanta, en Géorgie, lorsqu'il a 14 ans,.
Au début des années 2000, Curtis fait partie du groupe de hip-hop Proseed et rencontre le chanteur Cee Lo Green alors qu'il fait de la promotion pour LaFace Records, et rappe sur quelques chansons de l'album Cee-Lo Green and His Perfect Imperfections, sorti en 2002, avec plusieurs membres de Proseed. Il participe à la tournée Smokin' Grooves Tour 2002 avec OutKast, Cypress Hill, Lauryn Hill et The Roots, et chante sur l'album The Lady Killer. de Green en 2010, écrivant notamment le titre bonus Grand Canyon.
Son deuxième album, Face Your Fear, est publié par ANTI- le 27 octobre 2017. Il enregistre l'album au 30th Century Studio de Danger Mouse à New York. Face Your Fear passe une semaine à la 21e place du classement Billboard Heatseekers Albums. NPR Music nomme l'album l'un des dix meilleurs albums RnB de 2017. Le critique musical Ken Tucker déclare que le sérieux de Curtis Harding dans l'album, les changements de ton et d'accentuation, et le chant direct suggèrent à la fois un confort et une connaissance du RnB classique.

## Discographie

### Albums studio
- 2014 : Soul Power
- 2017 : Face Your Fear
- 2021 : If Words Were Flowers

### Singles
- 2014 : Keep On Shining
- 2014 : Next Time
- 2017 : On and On
- 2017 : Wednesday Morning Atonement
- 2017 : Need Your Love
- 2017 : Go As You Are
- 2018 : It's Not Over
- 2021 : Hopeful
- 2021 : I Won’t Let You Down